# Zenzile
Pour les articles homonymes, voir Zenzile (homonymie).
Zenzile est un groupe de dub français, originaire d'Angers, en Maine-et-Loire.

## Biographie
Le groupe est formé en 1996 à Angers, en Maine-et-Loire. Zenzile est le nom d'un poète sud-africain engagé contre l'apartheid, ce qui est un moyen pour le groupe d'exprimer ses idées tout en palliant une des difficultés majeures du dub, à savoir l'absence de paroles. Cependant, les chanteurs invités Jamika Ajalon et Jean Gomis interviennent régulièrement depuis 1999. Le quintet pratique un dub légèrement électronique et assez épuré , aux teintes de rock qualifié « d'aérien ». Ils produisent eux-mêmes leur premier EP, Dub Promozione en 1998. Le premier album studio, intitulé Sachem in Salem sort en 1999, au label Crash Disques.
Jaja quitte le groupe pour créer le groupe Afous Afous (en 2006 sortira l'album Moment by Moment, fruit de sa rencontre avec Tinariwen). Il est remplacé par Scott.
L'année 2000 voit la première collaboration avec Jamika sur le premier 5+1 nommé Meets Jamika. En 2001, Zenzile publie son deuxième album studio, Sound Patrol, toujours chez Crash Disques. Cet album marque la collaboration avec Sir Jean et Jamika. Zenzile poursuit ses rencontres 5+1 avec Jean Gomis, chanteur du groupe Mei Tei Sho en 2002 sur Meets Sir Jean et avec Vincent Ségal, violoncelliste du groupe  Bumcello en 2003 sur Meets Cello. Durant l'été 2004, le groupe joue au festival Sakifo à La Réunion.
En 2005 sort l'album Modus Vivendi. Cet album marque l'arrivée d'Alex à la guitare. Deux titres sont inspirés par l'île homonyme. Mafate et Le Rayon vert. Jaja y assure d'ailleurs la production. En novembre 2005, Zenzile réalise une tournée avec High Tone, un autre groupe de la scène dub française. Ils effectuent ensemble un split intitulé Zentone, publié le 28 août 2006 en formats CD et vinyle chez Jarring Effects.
Le groupe évolue également en configuration sound system et propose des mixes inédits sur son site officiel. Metà Metà, le premier album sous le nom de Zenzile Sound System est sorti en mai 2006. Dans ce disque, Zenzile apparaît sous son côté le plus électro, dans l'esprit de Maurizio, Cinematic Orchestra, Amon Tobin ou des productions du label Ninja Tune. En octobre 2006, le Zenzile Sound System est en tournée, dont six dates avec Zong, groupe électro réunionnais. Jamika fait une parenthèse solo avec l'album Helium Balloon Illusions qui sort en mars 2007. Cette année marque un certain renouveau pour le groupe, qui signe avec Living in Monochrome, un album à la frontière du post-rock, livrant une ambiance plus lourde avec des partitions de guitare plus complexes, portées sur les riffs. Entre autres, Tricky fait partie des multiples invités de ce nouvel opus. L'album Pawn Shop est publié le 5 octobre 2009.
En 2010, Zenzile se lance dans l'expérience du ciné-concert avec l'adaptation du film Le cabinet du docteur Caligari à travers une tournée française. Electric Soul sort le 24 septembre 2012. La fin de l'année 2013 voit la réédition de leur premier album Sachem In Salem, en CD et vinyle. En 2014, le groupe réitère l'expérience du ciné-concert avec l'adaptation du film Berlin, symphonie d'une grande ville. Le groupe joue les 9 et 10 juin 2016 au quai d'Angers, avant une grande tournée prévue pour 2017. En 2017, le groupe sort Elements, premier album sans Jamika depuis 1999. La jeune chanteuse Zakia Gallard participe sur 4 morceaux. L'album est plus orienté pop tout en restant dans une ambiance dub aérienne.
En octobre 2018, après 6 années de collaboration avec Jayree et 15 ans après le dernier album de la série 5+1, Zenzile sort un album qui marque le retour du groupe à ses racines dub jamaïcaine avec le principe d'un morceau suivi de sa version dub.

## Membres

### Membres actuels
- Matthieu « Mathieu » Bablee - guitare basse, samples
- Jean-Christophe « Werner » Wauthier - batterie, samples
- Vincent « Vince » Erdeven - clavier, guitare, basse
- Érik « Raggy » Sevret - saxophone, flûte, mélodica, percussions, samples
- Alexandre « Alex » Raux - guitare, basse, samples
- Tanguy - ingénieur du son

### Anciens membres
- Javier Maillet « Jaja » - guitare
- Stéphane Romann « Scott »- guitare
- Yann Ragault - ingénieur du son

- Jamika Ajalon alias Jamika - voix
- Zakia Gallard - voix
- Jérôme El Khadi alias Jayree - voix

### Musiciens invités
- Jean « Sir Jean » Gomis - voix (ex-membre du groupe Mei Tei Sho et Le peuple de l'herbe)
- Vincent Ségal - violoncelle
- Loredana Lanciano - voix
- Carole Gola - voix
- David Alderman - voix
- Tricky - voix
- Boochon - trompette, trombone
- Winston McAnuff - voix